# 芸者小夏 ひとり寝る夜の小夏
『芸者小夏 ひとり寝る夜の小夏』（げいしゃこなつ ひとりねるよるのこなつ）は、1955年7月13日に公開された日本映画。製作、配給は東宝。モノクロ、スタンダード。上映時間は105分。1954年公開の『芸者小夏』の続編。　
　

## スタッフ
- 監督：青柳信雄[1]
- 製作：佐藤一郎[1]
- 原作：舟橋聖一[1]
- 脚本：梅田晴夫[1]、宮内義治[1]
- 音楽：飯田信夫[1]
- 撮影：芦田勇[1]
- 美術：村木忍[1]
- 録音：小沼渡[1]
- 照明：西川鶴三[1]
- 監督助手：森谷司郎

## キャスト
以下の役名と出演者名は特に記載のない限り東宝WEBに従った。
- 神岡夏子：岡田茉莉子
- 神岡らく：杉村春子
- 佐久間：志村喬
- 川島：森繁久彌
- 由美：一の宮あつ子
- おでん屋の親爺：山田巳之助
- 町子：持田和代
- 春美：大城政子
- 花勇：北川町子
- 延千代：中北千枝子
- 若子：紫千鶴
- きみ荘女将：沢村貞子
- お米：音羽久米子
- 露枝：楠トシエ
- 山田：藤木悠
- 久保田：笈川武夫
- 竹田：中村哲
- 下地っ子：堀込ひさ子[2]